# Afghanische Rupie

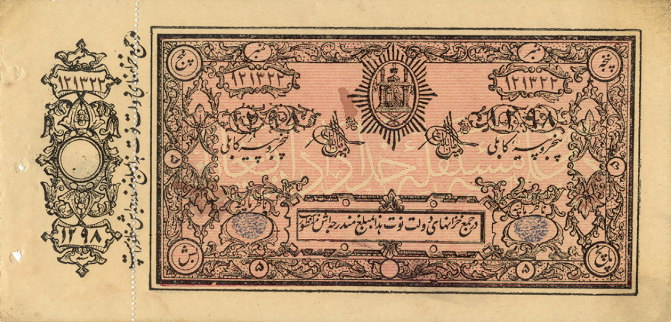
5 Afghanische Rupien (1919)

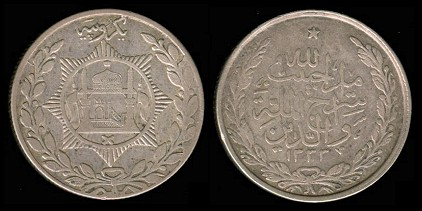
1 Afghanische Rupie

Die Afghanische Rupie war die Währung in Afghanistan bis 1925.

## Geschichte
Vor 1891 zirkulierten Silberrupien neben Kupferfils und Goldmohur. Der Handel mit diesen drei Metallen war jedoch schwierig, da es keinen festen Wechselkurs zwischen ihnen gab. Zudem gaben verschiedene Regionen ihre eigenen Münzen aus.
Eine neue Währung wurde 1918 eingeführt. Sie basierte auf der Kabuler Rupie. Sie war in 60 Paisa zu je 10 Dinar unterteilt. Weitere Nennwerte waren shahi (5 Paisa), sanar (10 Paisa), abbasi (20 Paisa), quiran (30 Paisa) sowie tilla und später der amani zu jeweils 10 Rupien.

## Banknoten
Banknoten wurden 1919 eingeführt. Es gab Banknoten mit den Nennwerten zu 1, 5, 10, 50 und 100 Rupien.